# Нор Сейсулан
Нор Сейсулан (вірм. Նոր Սեյսուլան) — село у Мартакертському районі Нагірно-Карабаської Республіки. Село розташоване у південно-західній частині району. Населення села складається з тимчасово переміщених осіб з села Сейсулан, яке наразі знаходиться під контролем Національної армії Азербайджану.

## Пам'ятки
В селі розташовані гробниці 2-1 тисячоліття до н. е.